# 鵝鑾鼻
鵝鑾鼻（がらんび）は台湾屏東県恒春鎮に位置する、台湾本島最南端の岬で、墾丁国家公園内にある。

## 概要

### 位置・地勢
屏鵝公路40km地点にあり、北緯21度54分00秒 東経120度51分00秒 / 北緯21.90000度 東経120.85000度座標: 北緯21度54分00秒 東経120度51分00秒 / 北緯21.90000度 東経120.85000度に位置し、中央山脈最南端でもある。太平洋及び南シナ海を分け、南はバシー海峡を隔ててフィリピンと対面し、西側の猫鼻頭と共に南湾を緩く囲む岬である。
鵝鑾鼻は墾丁国家公園の一部であり、珊瑚礁石灰岩の地形のうえに礁石林などの熱帯性植物の低い樹木によって覆われ、鵝鑾鼻公園として整備されている。

### 名称
「鵝鑾」は、台湾先住民であるパイワン族の言葉で「帆」を意味する語が訛ったもの。近くに帆の形をした大きな岩「船帆石」があったことから付いたという。「鵞鑾鼻」とも表記する。

## 鵝鑾鼻公園
公園事務所が入り口で、入園料が40元となっており、入ってすぐに芝生で覆われた大きな広場となっている。敷地内には遊歩道が整備されているが複雑に入り組んでいるため案内板が要所ごとに設置されている。海岸にも出ることができ、釣り人もいるが、波が高くなると危険であるとの表示がある。公衆トイレは3ヵ所あり、最南端の近くには小屋の下にベンチを備えた木造デッキテラスの展望台がある。出口付近や灯台の周囲には露天商がみやげ物を売っている。
園内はサンゴ礁石灰岩でできた奇岩・怪石・巨礁や洞窟などがあり、常時300種もの熱帯性植物（珊瑚植物・熱帯性海岸植物）が生い茂り、主要なものは名称などの説明板が設置されている。またアカモズや鷹などの群れなどを観察できる。
公園に隣接して大きな駐車場が整備され、観光バスや高雄からの高速運行バスの停車場にもなっていて、駐車場の外周囲には、みやげ物屋や飲食店が軒を連ね、その一角に道教の霊廟も見られる。

### 鵝鑾鼻灯台
航海上の難所であることから、日本・イギリス・アメリカの要望により1882年に清が建設した、世界でも珍しい武装灯台である。日清戦争後の台湾割譲時に清国により破壊されたが、1898年に日本政府により再建された。灯台からの眺望が素晴しいことから、日本統治時代には台湾八景に指定されていたほか、切手の図柄にも採用された（第一次昭和切手：6銭、第二次昭和切手：40銭）。しかし、太平洋戦争でアメリカ軍の空襲により再度破壊された。現在の灯台は1962年に再建されたものである。「古蹟の灯台」や「東亜の光」と呼称される台湾で最大出力の灯台で、保存史跡に指定されている。現在は鵝鑾鼻公園に含まれ、周囲は広大な緑地となっており、バシー海峡に面して立つ白亜の灯台で墾丁のシンボルにもなっている。
- 形状 - 白色・円柱形
- 高さ - 21.4m

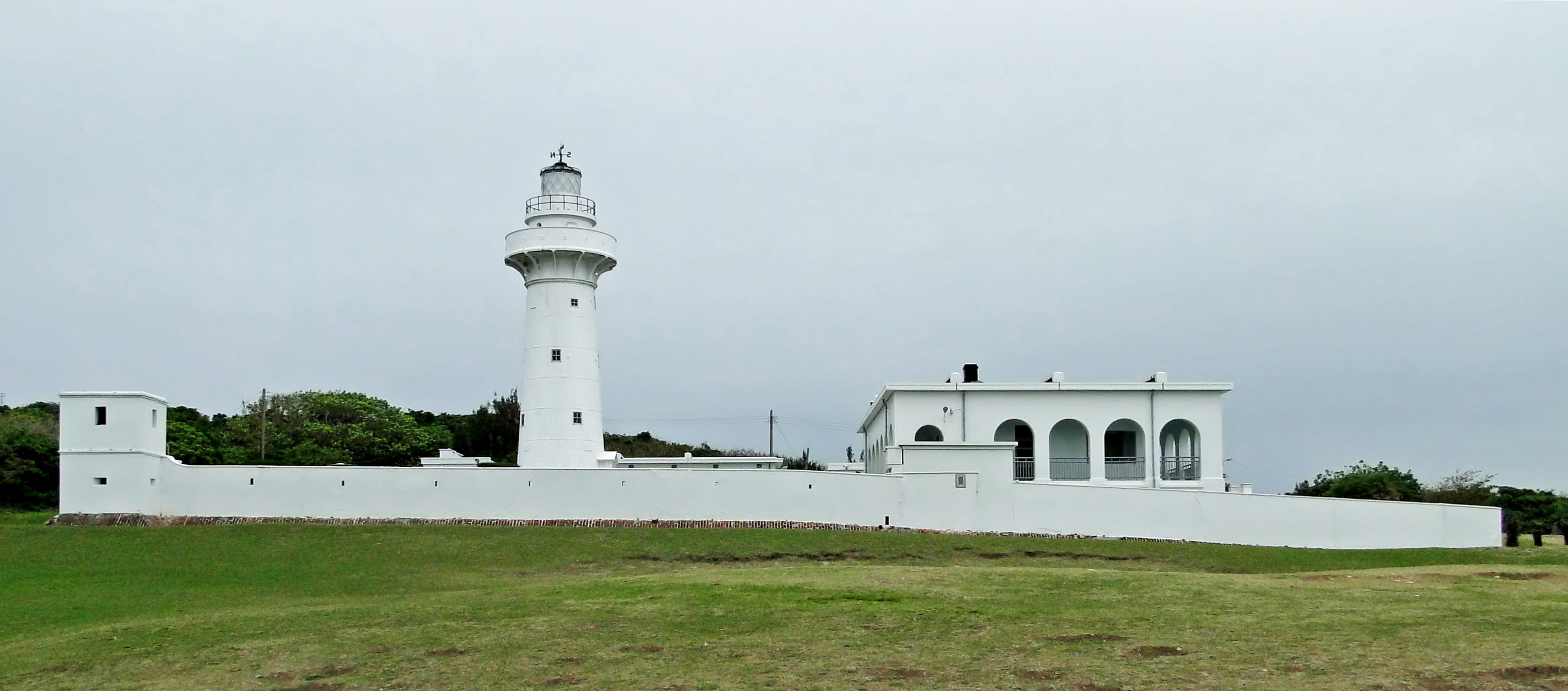
鵝鑾鼻灯台

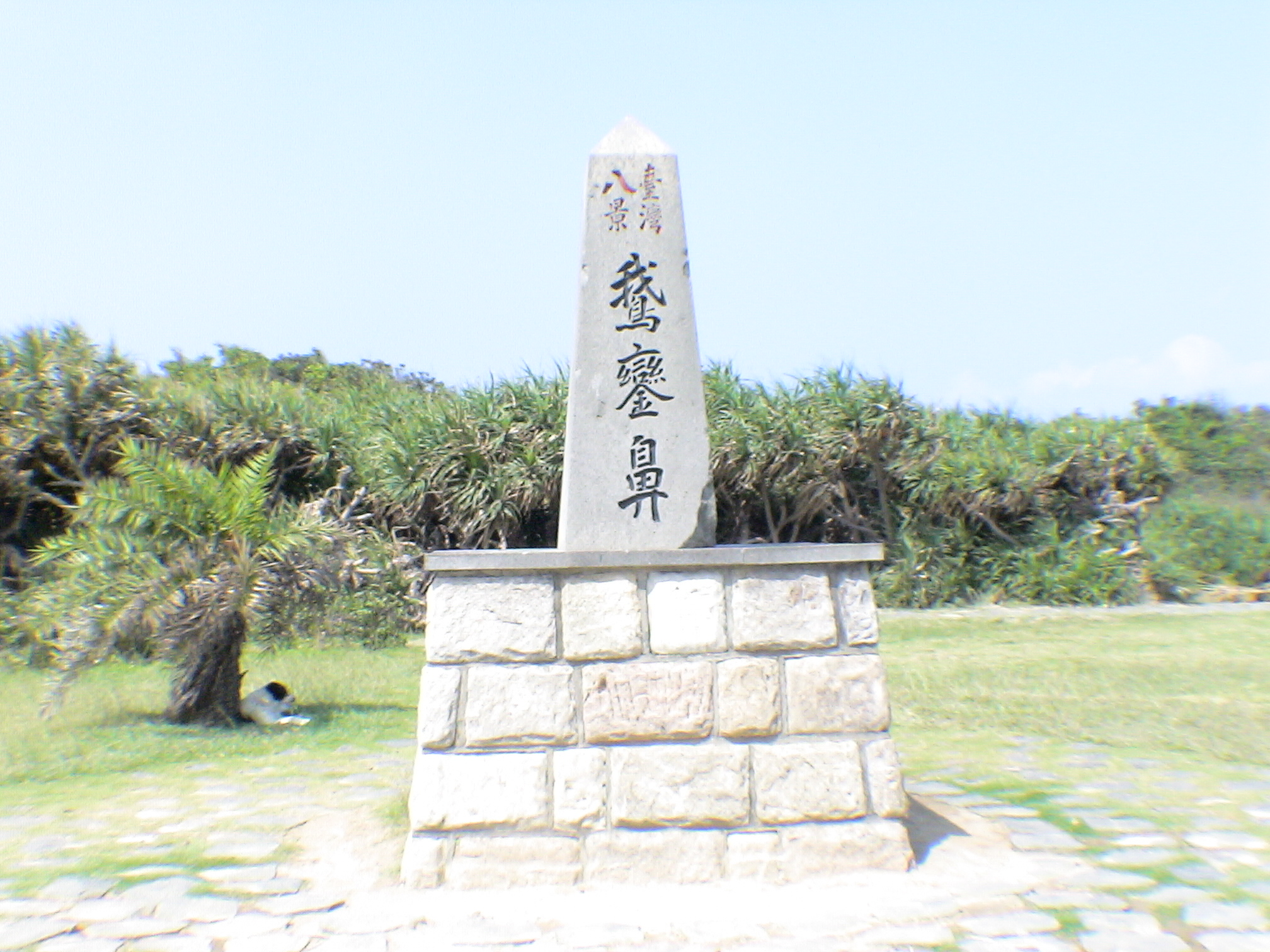
台湾八景を示す鵝鑾鼻の碑

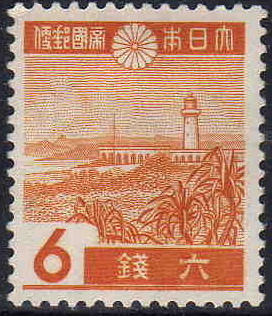
鵝鑾鼻灯台を描いた日本の6銭切手

- 照明電球 - 1500W・新式大型四等旋回式・10秒間隔で点滅
- レンズ - 直径90cm凸レンズ×3
- 照射光 - 3本
- 光度 - 180万燭光
- 照射距離 - 20km
- 有効照射距離 - 27.2海里
- 最大照射距離- 50km
- 回転速度 - 1/30秒

### 鵝鑾鼻先史時代遺跡
約5,000年前の遺跡も発掘されており一部は再現されている。

### 鵝鑾鼻神社

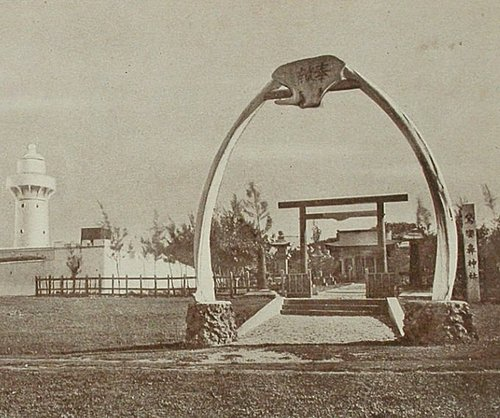
鵞鑾鼻神社

日本統治下に鵝鑾鼻灯台の隣にあった神社で、第二次世界大戦の空襲により鵝鑾鼻灯台と共に破壊消失した。大国魂命、大己貴命、少彦名命、能久親王、大物主命、崇徳天皇を祭神としていた。日本には通称、鯨神社と呼ばれる神社は多数存在するが、鯨骨の鳥居を持つ神社は世界でも5ヶ所（現存しないものを含む）しかなく、鵝鑾鼻神社は日本統治下において、鵝鑾鼻にある芎蕉湾が捕鯨基地であったことの縁から、鳥居が鯨の顎の骨で作られた鯨神社の一つである。その他の鯨骨の鳥居を持つ神社については鯨骨及び捕鯨文化を参照。
日本統治時代には「大日本帝国最南端」として灯台と併設される鵝鑾鼻神社の写真の絵葉書も作られた。

## 日本との係わり

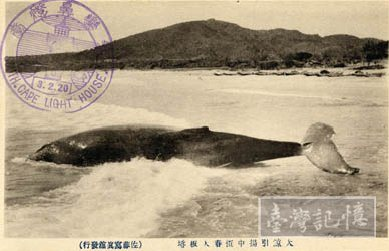
南湾での捕鯨（ザトウクジラ）

鵝鑾鼻は日本統治下において第二次世界大戦前は、捕鯨基地であることや日本最南端の風光明媚な土地として広く知られていた。そのため、上記記述にあるとおり切手や絵葉書が作成されていた。
鵝鑾鼻は第二次世界大戦時には、高雄から東南アジアの前線へ向かう輸送海路であり、バシー海峡からフィリピンやシンガポールなどへ輸送船団が頻繁に往来していた。そのためアメリカ海軍の潜水艦などと戦闘になると、ほぼ撃沈されたという史実があり、第二次世界大戦の日本の敗戦の原因の根拠の一つとして論評されている。バシー海峡で多くの戦没者が発生していることと、猫鼻頭の西は台湾海峡で鵝鑾鼻の東は太平洋であり、バシー海峡は西の猫鼻頭の岬と東の鵝鑾鼻の岬のわずか約10kmの範囲でしか台湾側と接しておらず、フィリピンが鵝鑾鼻寄りであることなどから戦没者遺族が度々訪れる地でもある。

## その他の施設

### 台湾最南点碑
バシー海峡を望む最南端には台湾最南点モニュメント（台灣最南點意象標誌）が建てられている。

### 墾丁気象レーダーサイト
鵝鑾鼻には台湾中央気象局が国内に4箇所設置している気象レーダーのうちのひとつ、墾丁気象レーダーサイトが置かれている。また、この地には日本統治時代に台湾総督府気象台の鵝鑾鼻測候所が設けられる予定であった。

## アクセス
新左営駅から1時間毎の快速バス（9189線）、高雄駅から30分毎のバス（9188線）のほか、高雄空港などからのバスもある。
- 高雄市の新左営駅前より高速バス9189線（墾丁快線）に2時間乗車し、終点の墾丁（小湾）で路線バス（墾丁街車101線：休日のみ運行）に乗り継ぎ約5分乗車。平日は小湾でバス9188線に乗り換える
- 高雄市の高雄駅前 南華站バス停よりバス9188線（台88線）に3時間乗車し、終点の鵝鑾鼻バス停で下車

## 関連事項
- 墾丁国家公園
- 猫鼻頭
- 灯台
- 捕鯨文化
- ローカル路線バス乗り継ぎの旅 THE MOVIE－当映画での目的地